# Лінія Дельвіга

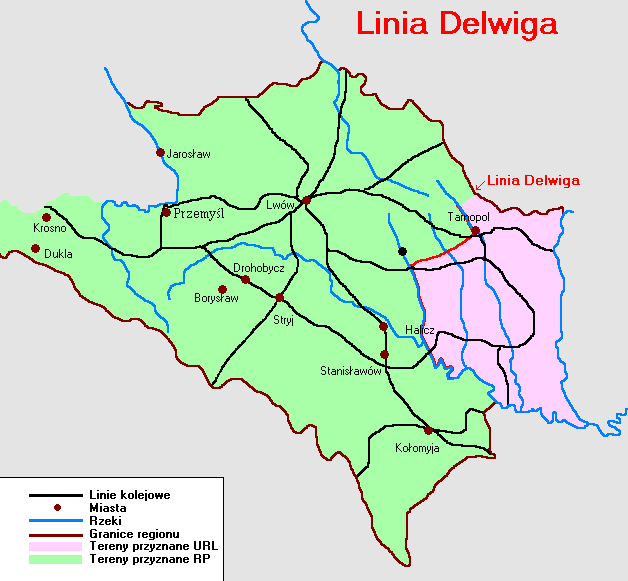
Лінія Дельвіга на мапі Східної Галичини

Лінія Дельвіга — демаркаційна лінія між Українською Народною Республікою та Польщею, встановлена в червні 1919 року.
На початку червня 1919 р. Українська Галицька Армія розпочала Чортківський наступ (офензиву), в ході якого завдала ряд серйозних поразок польським військам і звільнила значну частину території Західної Області Української Народної Республіки. В цей же час Директорія УНР розпочала з польським урядом переговори про перемир'я, сподіваючись у випадку припинення наступу галицьких частин отримати військову допомогу у війні з більшовиками (див. Українсько-більшовицька війна 1917—1921).
16 червня 1919 р. делегація УНР на чолі з Сергієм Дельвігом без консультації і згоди з урядовими колами ЗОУНР уклала з представниками Польщі договір про перемир'я, який мав вступити в силу з 21 червня 1919 р. За умовами перемир'я між УГА і польською армією встановлювалася демаркаційна лінія, за основу якої було взято «Дл.» (Залізці — р. Серет —Тернопіль — Острів — Літятин — р. Золота Липа — р. Дністер — Незвисько).
3аключення перемир'я небезпідставно розцінювалося Начальною Командою УГА як спроба польського командування виграти час, підтягти підкріплення і зупинити наступ галицьких частин. Тому умови договору не були визнані Диктатором Євгеном Петрушевичем, УГА продовжувала бойові дії на українсько-польському фронті: бої відновилися, і через місяць польське військо зайняло всю територію Галичини.